# Leonardo Maltese
Leonardo Maltese (* 1997 in Ravenna) ist ein italienischer Schauspieler.

## Leben
Leonardo Maltese wuchs in seiner Geburtsstadt Ravenna auf, wo er das Gymnasium Liceo Classico Statale „Dante Alighieri“ besuchte. Im Jahr 2014 verließ er Italien, um bis 2016 seine schulische Ausbildung am Exeter College der University of Oxford in England weiterzuführen. Daran schloss sich von 2016 bis 2019 ein Schauspielstudium an der Accademia Teatrale Di Roma Sofia Amendolea in Rom sowie ein Schauspielworkshop an einer Theaterakademie in Warschau (2018–2019) an.
Maltese lebt in Cesena. Er zählt Gesang und Rap sowie das Gitarrenspiel zu seinen Hobbys.

## Karriere
Maltese kam bereits als Jugendlicher mit der Schauspielerei in Kontakt. So übernahm er in seiner Heimatstadt Ravenna die Hauptrolle des Pinocchio in einer Inszenierung am Teatro delle Albe (2012–2013). Danach gehörte er 2013/14 zum Schauspielensemble von elf Schülern seines Gymnasiums, die in Lorenzo Carpinellis über die Mafia handelnder Theatershow Silenzio stampa der Theatergruppe Gruppo dello Zuccherificio auftraten.
Während seiner Ausbildung in Rom übernahm Maltese die Ko-Hauptrolle des Fuchses in dem Theaterstück Pinocchio’s Machine. In der Inszenierung absolvierte er auch Gastspielreisen in Europa und wurde 2017 für seine Darstellung mit Schauspielpreisen in Litauen und Mazedonien ausgezeichnet.
Sein Kinodebüt gab Maltese mit der Filmbiografie Il signore delle formiche (2022) von Gianni Amelio. In dem Drama über den homosexuellen Schriftsteller Aldo Braibanti (1922–2014) ist er als Objekt der Begierde von Titelheld Luigi Lo Cascio zu sehen. Der Film erhielt eine Einladung in den Wettbewerb um den Goldenen Löwen der Filmfestspiele von Venedig und brachte ihm für seine Darstellung des Ettore erste Nachwuchspreise ein. Im selben Jahr stand Maltese für eine weitere Hauptrolle in Marco Bellocchios Spielfilm Die Bologna-Entführung – Geraubt im Namen des Papstes (2023) vor der Kamera. In der an Edgardo Mortara angelehnten Geschichte übernahm er den Part der älteren Hauptfigur.

## Filmografie
- 2022: Il signore delle formiche
- 2023: Die Bologna-Entführung – Geraubt im Namen des Papstes (Rapito)

## Auszeichnungen
- 2022: Filmfestival von Venedig – NUOVOIMAIE Talent Award, RB Casting Award jeweils als bester Nachwuchsdarsteller (Il signore delle formiche)[3]